# 한동하
한동하(1970년 2월 28일~)는 대한민국의 한의사다. 작고하신 선친에 이어 2대째 한의약을 업으로 하고 있다. 알레르기, 면역질환을 전문으로 치료 중에 있으며 현재 서초동에서 한동하한의원 원장으로 있다.
경희대학교 한의과대학을 졸업했고, 경희의료원 한방병원에서 알레르기/면역/호흡기내과를 전공하고 한방내과전문의를 취득하였으며, 동 대학원에서 거머리의 알레르기 및 면역 억제 효과에 관한 연구로 석사, 박사학위를 받았다. 거머리에 대한 애착이 남달라 일명 ‘거머리 박사’로 통한다. 
tvN <코리아 갓 탤랜트 2>에 마술로 출연하여 세미파이널(준결승)까지 진출한 이후로 '마술하는 한의사'라는 별명도 생겼다. 당시 본선에 진출한 프로마술사 6팀은 모두 탈락하고 한동하한의사만 세미파이널에 진출하여 놀라움을 자아냈다. 아직도 어린 환자들에게 진료 중 마술을 보여주면서 치료에 희망을 키워주고 있다. 
- Youtube 한동하채널 https://www.youtube.com/@gamchoo
- 네이버블로그 : https://blog.naver.com/hirudo
- 한동하한의원 : http://www.allergyfree.co.kr/
- 이메일 : gamchoo@hanmail.net

## 방송
- 코리아 갓 탤런트 2(2012) - Top21
- 살림 9단의 만물상(2013~2019)
- 행복한 아침(2019~)
- 6시 내고향(2019~)

## 도서
- 알레르기 이별여행(한의학 박사 한동하와 함께 떠나는, 알레르기와 아토피, 질환별 가정요법 39가지, 2006). 지성사
- 혈관을 의심하라(당신이 자꾸 아픈 진짜 이유, 2013). 위즈덤 하우스
- 밀가루의 누명(글루텐에 대한 오해와 진실, 2014). 조선뉴스프레스
- 밀가루의 누명(2015). 조선뉴스프레스
- 한동하의 웰빙의 역설(한의사 한동하가 가려주는 건강 정보의 옥석, 2018). 따비
- 내몸을 살린다 면역이 답이다(2019). 페가수스